# Oakland Seals
Oakland Seals byl profesionální americký klub ledního hokeje, který sídlil v kalifornském městě Oakland. V letech 1967–1970 působil v profesionální soutěži National Hockey League. Seals hrály ve své poslední sezóně v Západní divizi. Své domácí zápasy odehrával v hale Oakland–Alameda County Coliseum Arena s kapacitou 13 601 diváků. Klubové barvy byly zelená, královská modř a bílá.
Oakland Seals byli nástupcem California Seals. Jako "oaklandští tuleni" začali v NHL hrát od prosince 1967 a během dvě a tři čtvrtě sezony se dvakrát dostali do playoff, vždy skončili ve čtvrtfinále. V sezoně 1968/1969 je vyřadili Los Angeles Kings a v sezoně 1969/1970 Pittsburgh Penguins. Po sezoně tým koupil multimilionář Finley, týmu změnil název na California Golden Seals a Oakland Seals tak ukončili své působení v NHL.

## Umístění v jednotlivých sezonách
Stručný přehled
Zdroj: 
- 1967–1970: National Hockey League (Západní divize)

Jednotlivé ročníky
Zdroj: 
Legenda: Z – zápasy, V – výhry, VP – výhry v prodloužení, R – remízy, P – porážky, PP – porážky v prodloužení, VG – vstřelené góly, OG – obdržené góly, +/- – rozdíl skóre, B – body, KPW – Konference Prince z Walesu, CK – Campbellova konference, ZK – Západní konference, VK – Východní konference, fialové podbarvení – reorganizace, změna skupiny či soutěže
| USA / Kanada (1967 – 1970) |                      |        |    |    |    |    |    |    |     |     |     |    |        |             |
| Sezóny                     | Liga                 | Úroveň | Z  | V  | VP | R  | PP | P  | VG  | OG  | +/- | B  | Pozice | Play-off    |
| 1967/68                    | NHL (Západní divize) | 1      | 74 | 15 | –  | 17 | –  | 42 | 153 | 219 | -66 | 47 | 6.     | Ne          |
| 1968/69                    | NHL (Západní divize) | 1      | 76 | 29 | –  | 11 | –  | 36 | 219 | 251 | -32 | 69 | 2.     | Čtvrtfinále |
| 1969/70                    | NHL (Západní divize) | 1      | 76 | 22 | –  | 14 | –  | 40 | 169 | 243 | -74 | 58 | 4.     | Čtvrtfinále |